# گردوی آمریکایی
گردوفرنگی یا پکان (به انگلیسی: Pecan) گونه‌ای از گردوی گرمسیری است. این گونه گردو بومی آمریکای شمالی است و در ایالات متحده و مکزیک می‌روید.
ارتفاع درخت آن به ۳۶ متر می‌رسد. پوست درخت آن تیره و شیاردار است. مغز آن بیضی شکل و دارای پوسته نازکی می‌باشد و دارای مقدار زیادی چربی است.

## ریشه واژه
واژه پی‌کان از زبان سرخپوستان «الگانکویان» گرفته شده‌است به معنی میوهٔ مغزداری که برای شکستنش نیاز به سنگ است!

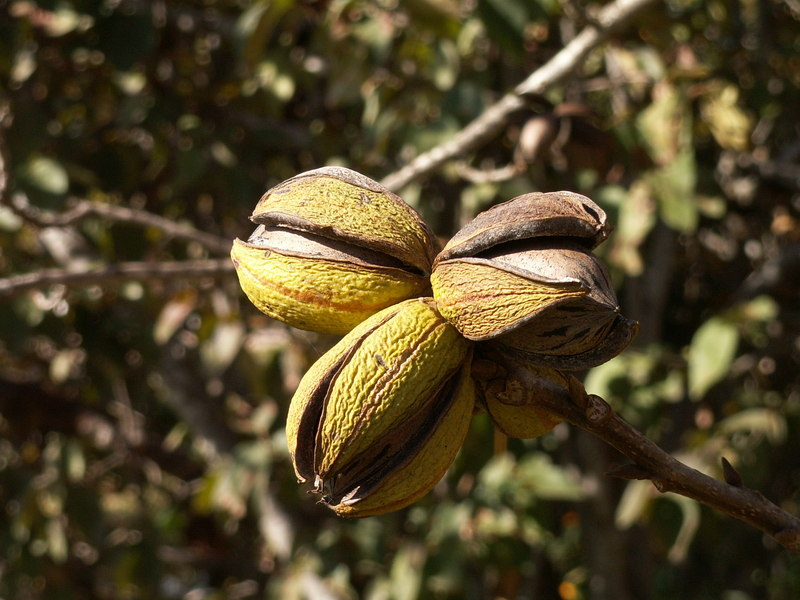
پی‌کان رسیده روی درخت

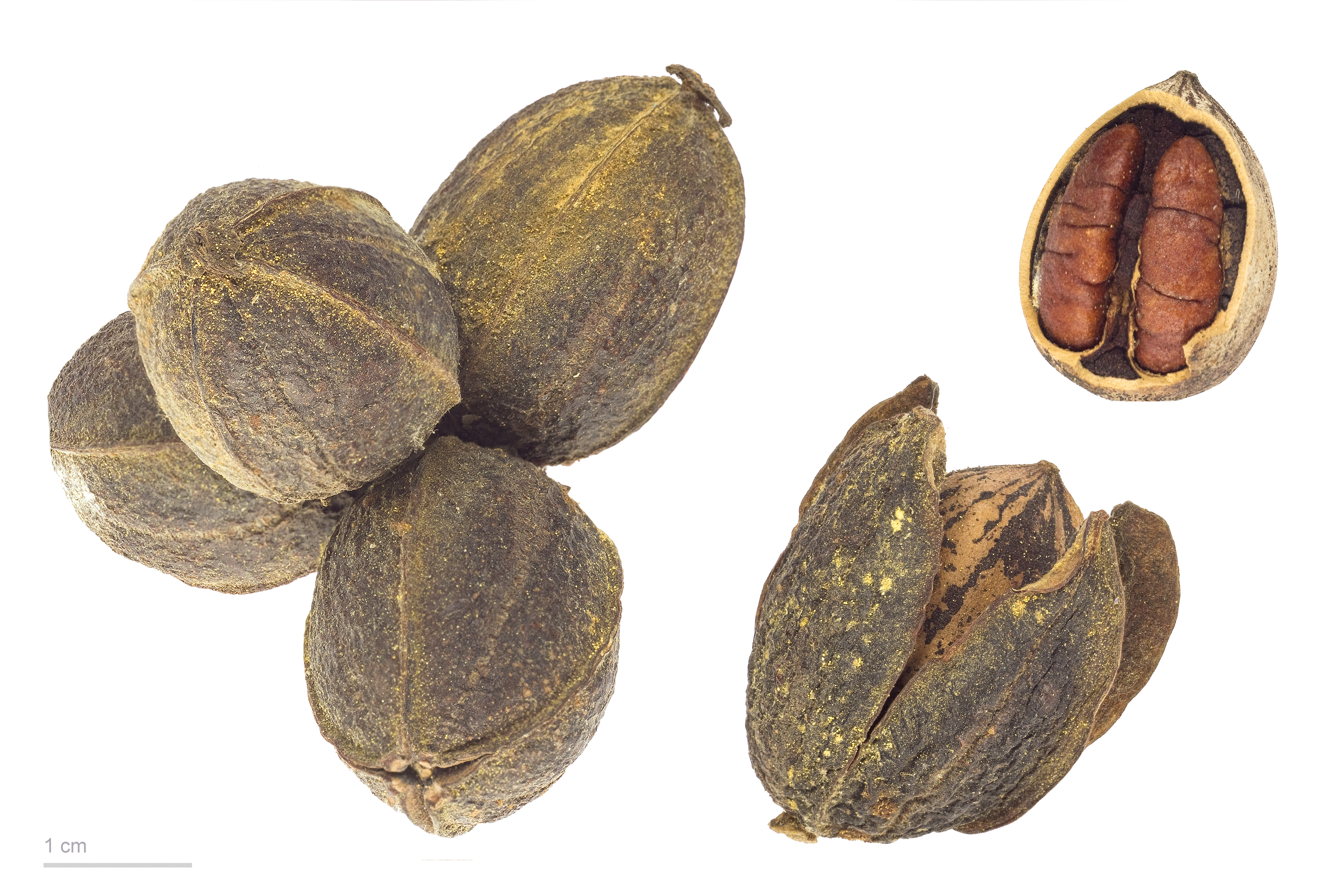
مغز گردو پی‌کان